# Monocymbium
Monocymbium es un género de plantas herbáceas de la familia de las poáceas. Es originario del sur tropical de África.

## Especies
- Monocymbium ceresiiforme
- Monocymbium deightoni
- Monocymbium lanceolatum
- Monocymbium nimbanum